# Poenulus
Poenulus é uma peça teatral em latim, uma comédia de autoria do dramaturgo romano Tito Mácio Plauto. A peça é célebre por conter trechos na variante púnica da língua fenícia, falados pelo personagem Hano (Hanno) no quinto ato.